# Абый (озеро)
Абый — пресноводное озеро на северо-востоке Якутии, в Абыйском улусе. Расположено на Абыйской низменности, в междуречье Индигирки и Уяндины, в 6 км к северо-востоку от озера Арга-Талахтах. Имеет форму черепахи, вытянуто в юго-восточном направлении.
Находится на высоте 32 м над уровнем моря. Площадь озера составляет 33,2 км², площадь водосбора — 116 км². Длина озера около 4,6 км, максимальная ширина — 2,6 км.
Берега низкие, слабо изрезанные, преимущественно покрытые луговой растительностью на севере, на юге подступает тайга.
Недалеко от южного берега находится одноимённое село Абый.